# Ирори

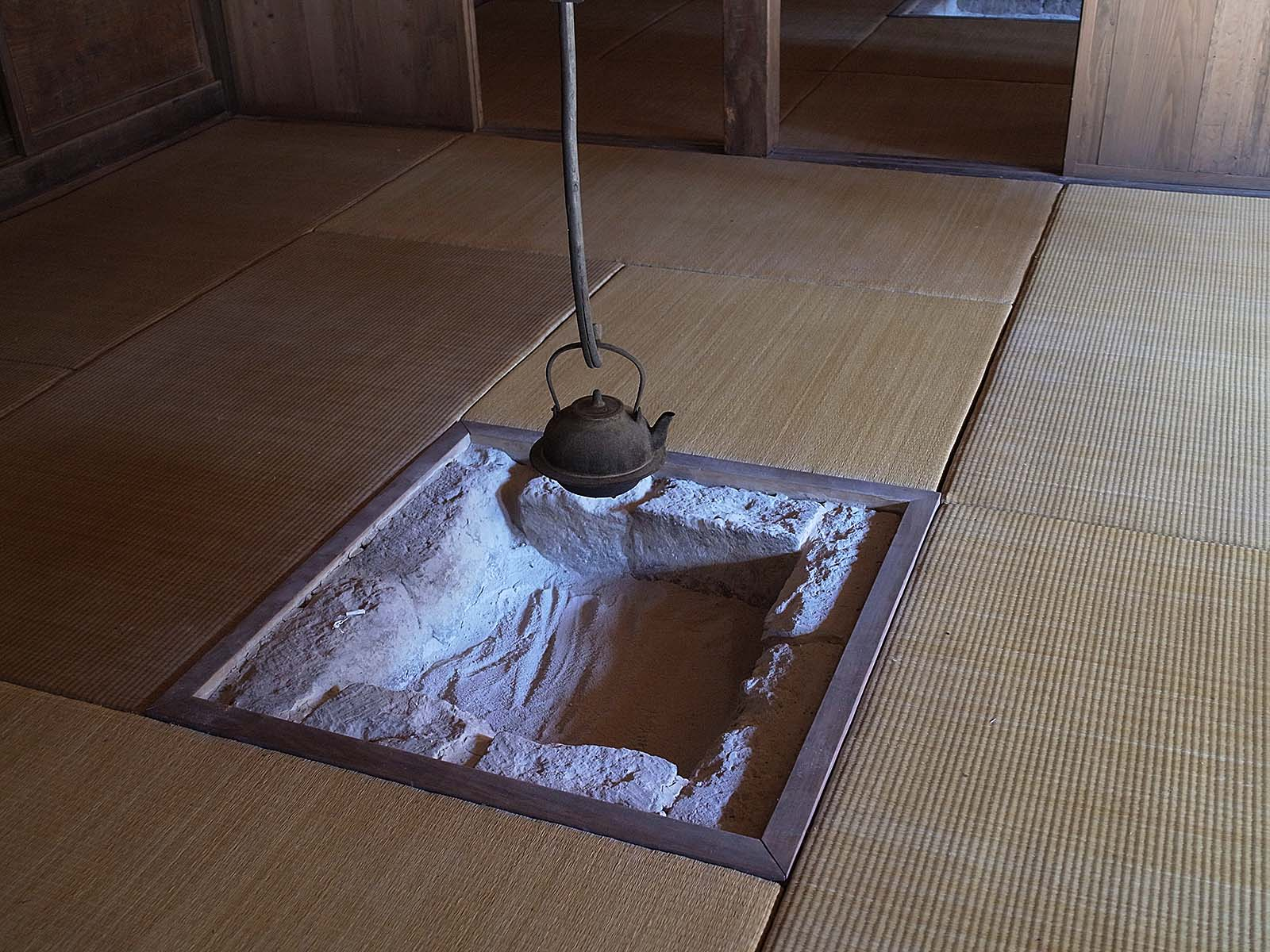
Ирори

Ирори (囲炉裏,居炉裏) — традиционный японский очаг в полу, который топится древесным углем. Используется для отопления дома и приготовления пищи. По сути, это квадратная яма в полу, выложенная камнем, оснащенная крюком с регулируемой высотой, который называется дзидзайкаги (自在鉤), в виде железного стержня внутри бамбуковой трубки. Этот крюк используется для подъема или опускания подвешенного горшка или чайника с помощью прикрепленного рычага, часто сделанного в форме рыбы. Исторически ирори служил основным источником отопления и освещения жилых помещений, предоставляя место для приготовления пищи и сушки одежды, и служил местом собраний жителей дома.